# Модель Карлсруе

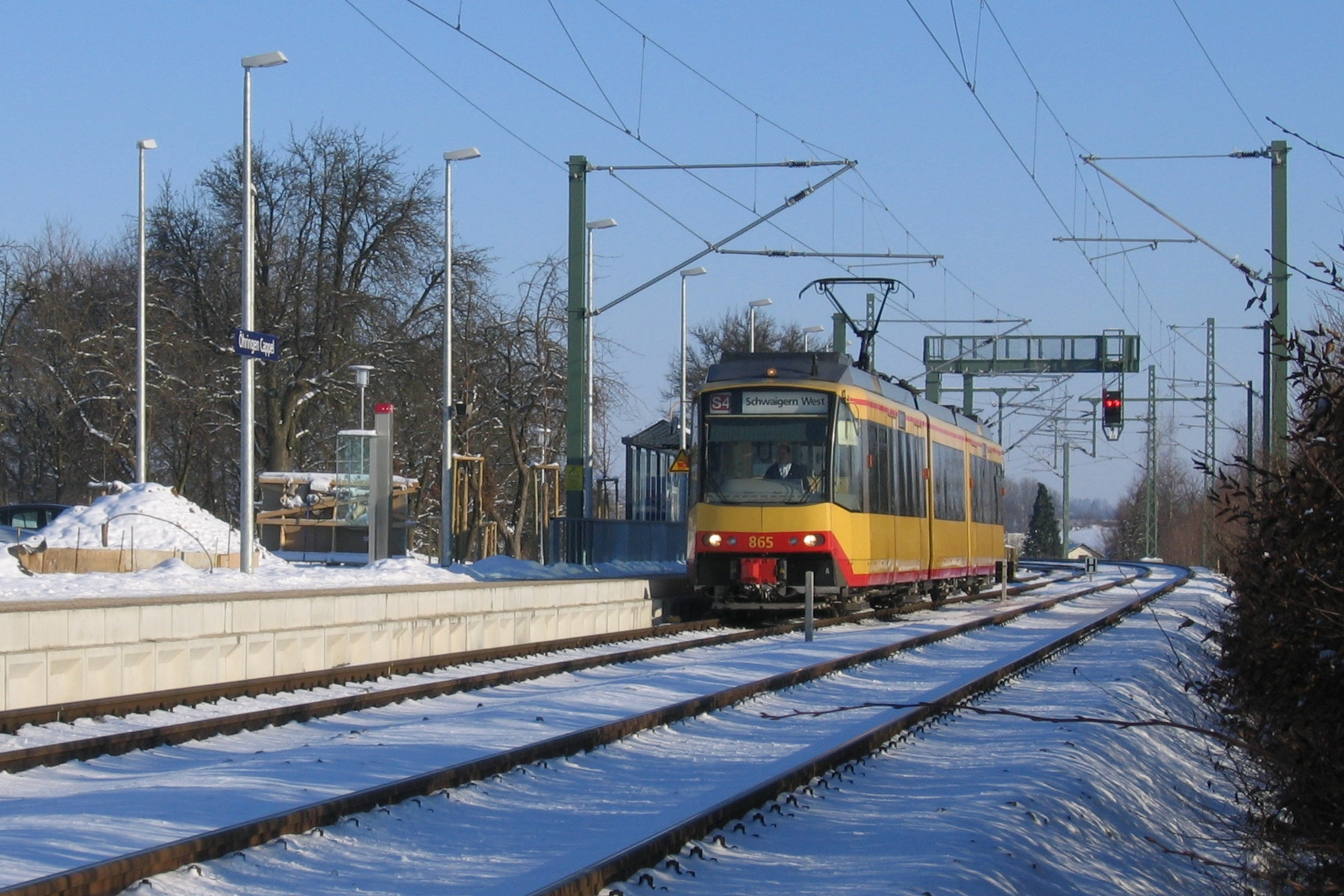
Потяг штадтбану на магістралі

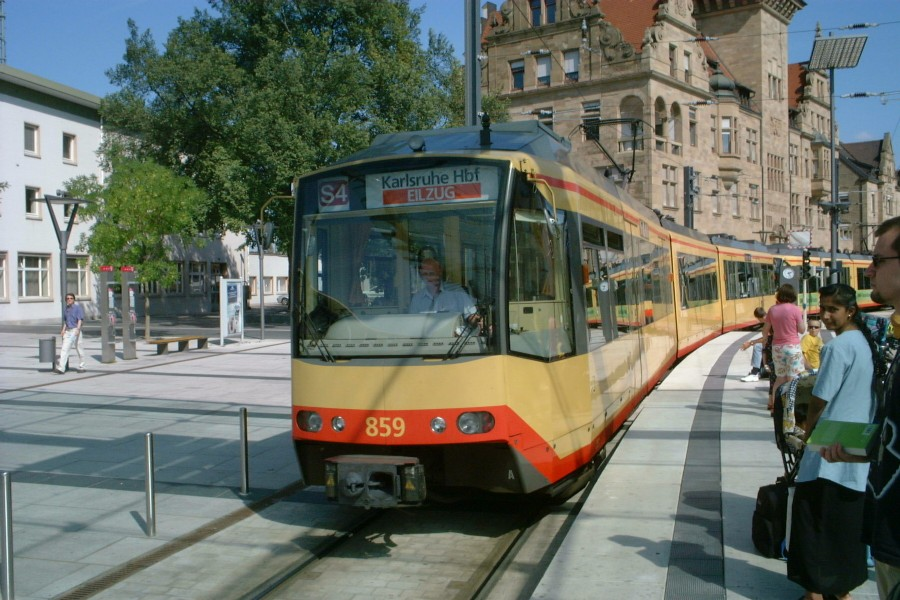
Потяг штадтбану у Гайльбронні

Модель Карлсруе — мережа трамвай-поїзд, якою курсують трамваї/легкорейкові/приміські/ регіональні потяги на одній колії, як правило, між міськими районами або поза ними.
Модель розроблено та впроваджено в місті Карлсруе, Німеччина, місцевим транспортним оператором Verkehrsbetriebe Karlsruhe (KVV).

## Огляд
Почавши роботу в 1992 році, система в Карлсруе забезпечила сполучення між звичайною залізничною мережею та місцевою трамвайною мережею міста.
Вся система тепер називається штадтбан Карлсруе. Пасажири можуть подорожувати з таких віддалених міст, як Баден-Баден, прямо в центр міста Карлсруе, долаючи незручну відстань між головним вокзалом і центром міста.
Для більшості поїздок кількість пересадок потягом значно зменшено.
Ця модель призвела до створення подібних систем трамвай-потяг в інших місцях.

## Інші приклади
Подібна модель сполучає місто Відень із передмістям Баден з 1886 року як Баднербан.
Деякі інші системи, які реалізували модель Карлсруе:
- Сітібан Хемніц[en], Німеччина
- Saarbahn, Німеччина
- RegioTram Kassel[de], Німеччина
- Нордгазуенський трамвай[en], Німеччина
- Метрополітен Тайн-енд-Віру, Велика Британія
- RijnGouweLijn[en], Нідерланди
- RandstadRail[en], Нідерланди
- Афінський метрополітен, Греція
- Швидкісний трамвай Сан-Дієго, США
- Трамвай в Аліканте, Іспанія
- Шеффілдський трамвай, Велика Британія
- Метро Південного Уельсу[en], Уельс
- Трамвай-поїзд Сегед — Годмезевашаргей[en], Угорщина

У 2013 році Аделаїдський метрополітен в Австралії запропонував проєкт PortLINK, який мав би містити модель Карлсруе для 4,8 км колії між Боуденом і Вудвілем, а потім ще 4,2 км до Порт-Аделаїди.

## Потяг-трамвай
Цвікау, Німеччина, змінив модель Карлсруе, розширивши легкі дизельні поїзди RegioSprinter від магістральної залізниці до вуличного трамвая як потяг-трамвай (модель Цвікау).